# Charles Hudson (Politiker)
Charles Hudson (* 14. November 1795 in Marlborough, Massachusetts; † 4. Mai 1881 in Lexington, Massachusetts) war ein US-amerikanischer Politiker. Zwischen 1841 und 1849 vertrat er den Bundesstaat Massachusetts im US-Repräsentantenhaus.

## Werdegang
Charles Hudson besuchte die öffentlichen Schulen seiner Heimat. Danach unterrichtete er für einige Zeit als Lehrer. Außerdem nahm er am Britisch-Amerikanischen Krieg von 1812 teil. Nach einem Theologiestudium und seiner 1819 erfolgten Ordination zum Geistlichen begann er sich auf diesem Feld zu betätigen. Seit 1824 lebte er in Westminster. Damals verfasste Hudson auch einige theologische Abhandlungen. Gleichzeitig schlug er eine politische Laufbahn ein. Von 1828 bis 1833 war er Abgeordneter im Repräsentantenhaus von Massachusetts; zwischen 1833 und 1839 gehörte er dem Staatssenat an. Außerdem saß er von 1837 bis 1845 im Bildungsausschuss seines Staates. Politisch schloss er sich der 1835 gegründeten Whig Party an.
Nach dem Rücktritt des Abgeordneten Levi Lincoln wurde Hudson bei der fälligen Nachwahl für den fünften Sitz von Massachusetts als dessen Nachfolger in das US-Repräsentantenhaus in Washington, D.C. gewählt, wo er am 3. Mai 1841 sein neues Mandat antrat. Nach drei Wiederwahlen konnte er bis zum 3. März 1849 im Kongress verbleiben. Diese Zeit war von den Spannungen zwischen Präsident John Tyler und den Whigs geprägt. Außerdem wurde über eine mögliche Annexion der seit 1836 von Mexiko unabhängigen Republik Texas diskutiert. Das führte im Jahr 1845 zum Mexikanisch-Amerikanischen Krieg, der die letzten Jahre seiner Zeit als Kongressabgeordneter bestimmte.
Im Jahr 1848 wurde Charles Hudson nicht wiedergewählt. Zwischen 1849 und 1853 war er als Naval Officer bei der Hafenverwaltung in Boston angestellt. Danach gab er die Zeitung „Boston Daily Atlas“ heraus. In den Jahren 1864 bis 1868 arbeitete er für die Steuerbehörde. Hudsons letztes politisches Amt war das eines Stadtrats in Lexington, das er zwischen 1868 und 1875 ausübte. Dort ist er am 4. Mai 1881 auch verstorben.